# بايتيتي

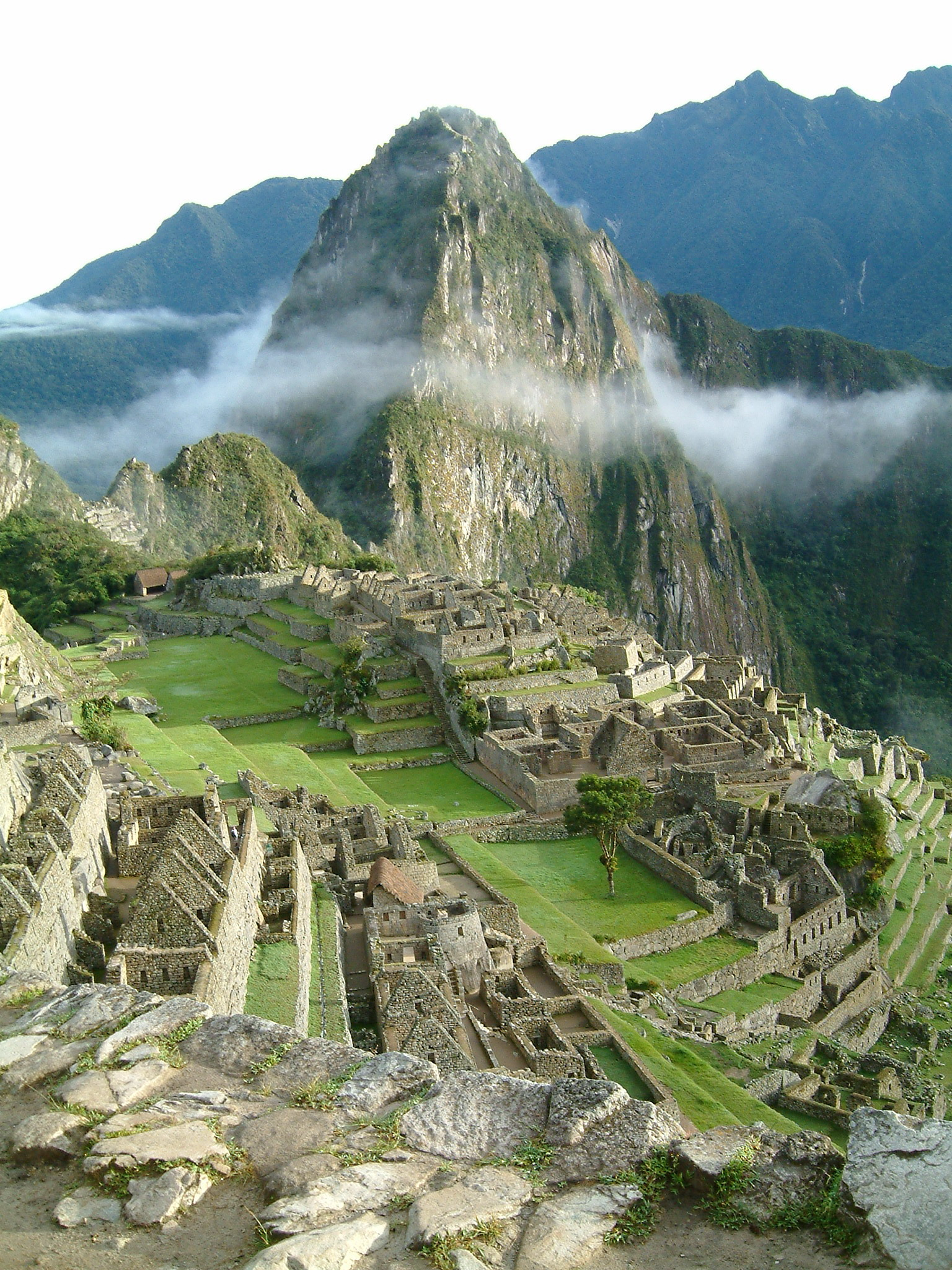
منظر لماتشو بيتشو؛ مدينة شعب الإنكا

بايتيتي هي مدينة أسطورية مفقودة من حضارة الإنكا أو أرض خيالية غنية. يُزعم أنها تقع شرق جبال الأنديز، مختبئة في مكان ما داخل الغابات المطيرة النائية في جنوب شرق بيرو أو شمال بوليفيا أو شمال غرب البرازيل. أسطورة بايتيتي في البيرو تدور حول قصة بطل الثقافة الشعبية في الإنكا «إنكاري»، والذي أسس مدينتي كيرو وكوسكو، حيث تراجع نحو أدغال بانتياكولا وعاش ما تبقى من أيامه في ملجأ داخل مدينته الأسطورية بايتيتي. نسخ أخرى من الأسطورة ترى أن بايتيتي ملجأً لامبراطورية الإنكا في منطقة الحدود بين بوليفيا والبرازيل عندما كان يغزوها الإسبان. وفقًا للأسطورة، فإن الإنكا «أخفوا عددًا لا يحصى من الكنوز الذهبية التي تطارد المستكشفين والمغامرين لعدة قرون».

## النتائج الأخيرة

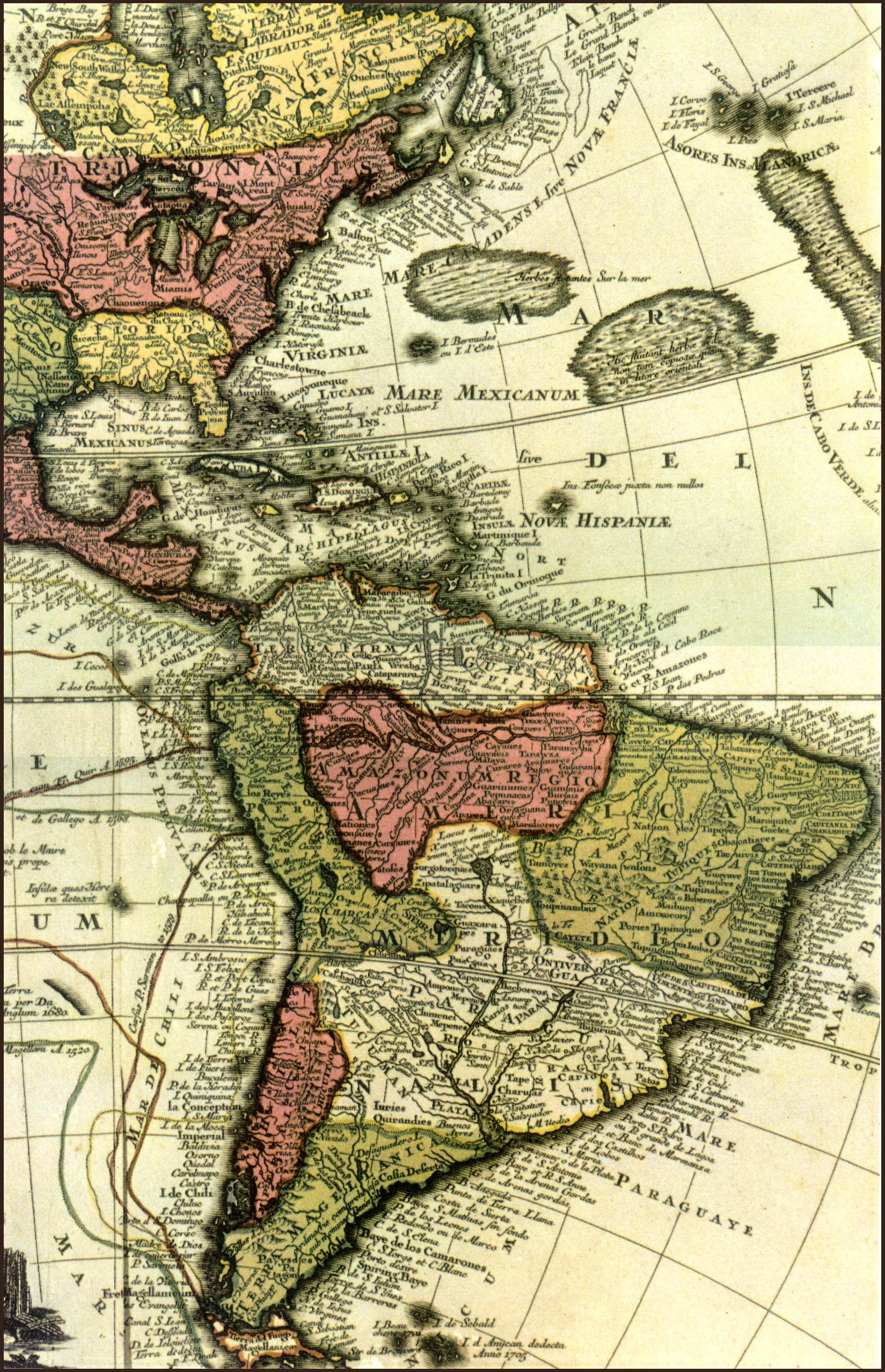
خريطة الأمريكتين، سنة 1705

في عام 2001، اكتشف عالم الآثار الإيطالي، ماريو بوليا، تقرير المبشر أندريس لوبيز في أرشيفات اليسوعيين في روما. في الوثيقة، التي يعود تاريخها إلى حوالي 1600، يصف لوبيز مدينة كبيرة غنية بالذهب والفضة والمجوهرات، تقع في وسط الغابة الاستوائية التي يطلق عليها السكان الأصليون بايتيتي. أبلغ لوبيز البابا باكتشافه. تم نشر تقرير لوبيز واكتشافه على نطاق واسع، على الرغم من أن محتواه غير موثوق به وبعيدًا عن الموثوقية، إلا أن لوبيز نفسه لم يصل أبدًا إلى بايتيتي، ولكنه سمع عنها فقط من السكان الأصليين. ويركز على قصة معجزة تم إجراؤها في بلاط ملك بايتيتي بواسطة صليب أخذته مجموعة من الهنود المعمدين هناك. تشير العديد من المصادر التاريخية الأخرى للفترة الاستعمارية (القرنين السادس عشر إلى الثامن عشر) إلى أن بايتيتي ومواقعها المحتملة من خلال البعثات التي أرسلت إليها، كانت أكثر هذه الوثائق إفادةً تلك التي تخص جوان ألفارز مالدونادو (1570)، وغريغوريو بوليفار (1621)، وخوان ريثيو دي ليون (1623-1627)، وخوان دي أوخيدا (1676)، ودييغو دي اغيلوز (1696).
ساهمت المؤرخة وعالمة الأنثروبولوجيا فيرا تيولينيفا في فكرة الأصل الغير البيروفي لاسم «بايتيتي» ومكانه الأصلي؛ قامت ببعثات استكشافية إلى شمال بوليفيا وقدمت تقارير مكتوبة مستفيضة ومفصلة عن النتائج التي توصلت إليها.
فحص العمل التاريخي الأخير للمستكشف أندرو نيكول النصوص التاريخية الأولية وخلص إلى أن مدينة الغابة أو بؤرة الإنكا النائية، مثل المدينة التي وصفتها أسطورة بايتيتي، يمكن أن توجد نظريًا داخل حوض الأمازون البيروفي. يشير نيكول إلى وجود مواقع فيلكابامبا وبيرو وماميريا باعتبارها المصادر الرئيسية للأدلة التي تدعم هذه النظرية. يشار إلى أجزاء من هذه المنطقة التي تمت مناقشتها في بحث نيكولس باسم أنتيسويو، وهي واحدة من المناطق الأربع التي تم تقسيم إمبراطورية الإنكا إليها.
في عام 2016، نشر الباحث الفرنسي فنسنت بيليسير مقالًا على الإنترنت وفيديو لاحقًا على موقع يوتيوب يزعم أنه عثر على مدينة بايتيتي المفقودة. يدعي بيليسير أنه توصل إلى الاكتشاف في يوليو 2015. أحد الأدلة المهمة لبيليسييه هو تفسير النقوش الصخرية في بوشارو كخريطة لبايتي. تقع هذه النقوش الصخرية على الشاطئ الجنوبي لنهر بالاتوا. ومع ذلك، لم يتم التأكد من أن النقوش الصخرية من أصل إنكا. ويؤكد في المقال أنه يعتقد أنه وجد مدينة بايتيتي المفقودة. كما أنه يُدرج أيضًا تفاصيل التجارب التي يدعي أنه مر بها (مثل تعرضه للاختراق، والسطو، وما إلى ذلك) نتيجة لأبحاثه.

## بايتيتي في الثقافة الشعبية
- فيلم مغامرات تاديو جونز لعام 2012 رسوم متحركة مع شخصيات تسافر إلى بيرو بحثًا عن بايتيتي.
- في لعبة 2016 ، ظهرت بايتيتي في سيفيليزيشن 6 على أنها عجائب طبيعية في حزمة DLC لعام 2020.
- تتميز لعبة الفيديو لعام 2018 شادو أوف ذا توم ريدر بأن بايتيتي يعتبر موقع رئيسي يستضيف القطع الأثرية التي تصطادها لارا كروفت. كما يذكر لوبيز وفوسيت وآخرين.

## ببليوغرافيا جزئية
- أندرو نيكول (2010). " أساطير وأبحاث جديدة حول بايتي، مدينة الذهب المفقودة في بيرو ". الذين يعيشون في بيرو.
- أندرو نيكول (2010). " بيرو: الطريق إلى بايتي ". مجلة مستكشف أمريكا الجنوبية (94)
- أندرو نيكول (2009). " بايتيتي: السر الأخير للإنكا؟ . تحليل نقدي للأساطير المحيطة بمدينة الإنكا المفقودة من الذهب ". . المجلة الدولية لعلم الآثار في أمريكا الجنوبية (5)
- Fernando Aparicio Bueno (1998). Paititi: Secret of El Dorado Legend.
- Gregory Deyermenjian (1999). "Glimmers of Paititi". Mercator's World. ج. 4 ع. 1. مؤرشف من الأصل في 2003-06-30.
- Gregory Deyermenjian (2000). "The Petroglyphs of Pusharo: Peru's Amazonian Riddle". Athena Review. ج. 2 ع. 3. مؤرشف من الأصل في 2009-04-27. اطلع عليه بتاريخ 2009-05-07.
- Gregory Deyermenjian (1999). "On the Trail of Legends: Searching for Ancient Ruins East of the Andes". GPS World. ج. 10 ع. 6: 20–29.
- Gregory Deyermenjian (1990). "The 1989 Toporake/Paititi Expedition: On the Trail of the Ultimate Refuge of the Incas". The Explorers Journal. ج. 68 ع. 2: 74–83.
- Gregory Deyermenjian (2006). "In Search of Paititi: Following the Road of Stone into an Unknown Peru". The Explorers Journal. ج. 84 ع. 1: 28–35.
- John Blashford-Snell and Richard Snailham (2003). East to the Amazon. London: John Murray. ISBN:0-7195-6504-9.John Blashford-Snell and Richard Snailham (2003). East to the Amazon. London: John Murray. ISBN:0-7195-6504-9. John Blashford-Snell and Richard Snailham (2003). East to the Amazon. London: John Murray. ISBN:0-7195-6504-9.
- Jamin, Thierry; Ruquier, Pierre-Albert (2006). L'Eldorado Inca : A la recherche de Païtiti (بالفرنسية). Paris: Hugo & Compagnie. ISBN:978-2-7556-0098-8.Jamin, Thierry; Ruquier, Pierre-Albert (2006). L'Eldorado Inca : A la recherche de Païtiti (بالفرنسية). Paris: Hugo & Compagnie. ISBN:978-2-7556-0098-8. Jamin, Thierry; Ruquier, Pierre-Albert (2006). L'Eldorado Inca : A la recherche de Païtiti (بالفرنسية). Paris: Hugo & Compagnie. ISBN:978-2-7556-0098-8.
- Jamin, Thierry (Nov 2007). Pusharo, la memoria recobrada de los Incas (بالإسبانية). Lima, Peru: Edisa. ISBN:978-9972-33566-2. OCLC:213862634.Jamin, Thierry (Nov 2007). Pusharo, la memoria recobrada de los Incas (بالإسبانية). Lima, Peru: Edisa. ISBN:978-9972-33566-2. OCLC:213862634. Jamin, Thierry (Nov 2007). Pusharo, la memoria recobrada de los Incas (بالإسبانية). Lima, Peru: Edisa. ISBN:978-9972-33566-2. OCLC:213862634.
- Tahir Shah (2004). House of the Tiger King: A Jungle Obsession. London: John Murray. مؤرشف من الأصل في 2022-04-07.